# Cobitis trichonica
Cobitis trichonica é uma espécie de peixe actinopterígeo da família Cobitidae.
Apenas pode ser encontrada na Grécia.
Esta espécie está ameaçada por perda de habitat.